# Hans Sauter (Entomologe)
Hans Sauter (* 21. Juni 1871 in Augsburg; † 7. Mai 1943 auf Taiwan) war ein deutscher Entomologe, der ab 1905 ständig in Taiwan lebte.

## Leben
Hans Sauter studierte in München und Tübingen Biologie und begann bei Theodor Eimer (1843–1898) in Tübingen eine Doktorarbeit über Baumwanzen. Kurz vor Beendigung seiner Dissertation verstarb der Doktorvater, und die Nachbesetzung des Lehrstuhls zog sich länger hin, so dass Sauter schließlich die Lust an der Arbeit in dem verwaisten Laboratorium verlor und sie nicht abschloss. Sauter ging 1902 nach Taiwan (Formosa), das damals zu Japan gehörte und entomologisch weitgehend unerforscht war. Er ließ sich in der Hafenstadt Anping (安平) nieder und sammelte dort Insekten. Anschließend ging er nach Tokio und ab April 1903 lebte er als Deutschlehrer in der Stadt Okayama, wo er seine japanische Frau kennenlernte und heiratete. In Japan interessierte er sich vor allem für Fische und Reptilien und veröffentlichte dazu eine wissenschaftliche Arbeit. 1905 kehrte er mit seiner Frau nach Taiwan zurück, wo er bis zu seinem Lebensende blieb. Er arbeitete bei einer englischen Teehandelsgesellschaft (Tait & Co., 德記洋行), war aber daneben mit großem Engagement als Entomologe tätig und sammelte Insekten. Er bereiste weite Teile der Insel und auch das Inselinnere, was damals nicht ganz ungefährlich war, da die taiwanischen Ureinwohner noch die Kopfjagd praktizierten. Er sammelte in allen Gebieten die für ihn erreichbar waren. Die von ihm gesammelten Insekten kamen zum größten Teil an das Deutsche Entomologische Institut (DEI, damals in Berlin, dann in Eberswalde, jetzt in Müncheberg). Die umfangreichen Aufsammlungen sind in 120 Beiträgen unter dem Titel „H. Sauters Formosa-Ausbeute“ in den Institutszeitschriften des DEI veröffentlicht und zählen noch heute zu den wertvollsten Sammlungen des DEI. Die von Hans Sauter gesammelten Insekten sind nach wie vor eine wesentliche Grundlage für die Erforschung der überaus reichen Insektenwelt von Taiwan. Deutsche und europäische Entomologen wurden durch Sauters Arbeiten auf die überaus reichhaltige Insektenfauna der Insel Taiwan aufmerksam gemacht, die an Vielfalt die anderer wesentlich größerer Inseln (Japan, Madagaskar) übertritt.
Da sich Deutschland mit Japan und dem Vereinigten Königreich während des Ersten Weltkrieges im Krieg befand, verlor Sauter seine Arbeitsstelle bei der englischen Teehandelsfirma und wurde von den japanischen Behörden observiert. Er lebte zunächst von seinen Ersparnissen, verlor dann aber aufgrund der Umstände jede Lust am Sammeln, so dass der Weltkrieg das Ende seiner intensiven wissenschaftlichen Arbeit bedeutete. Nachdem seine Ersparnisse zu Neige gingen, begann Sauter, seinen Lebensunterhalt mit Deutsch-, Englisch- und Klavierunterricht zu verdienen. Sauter war in Taiwan der erste, der privat Klavierunterricht gab. Dadurch trug er nicht unwesentlich zur Begegnung der Taiwaner mit der europäischen Kultur bei. Nachdem seine Frau 1916 verstorben war, zog er seine sieben Kinder alleine auf. Im höheren Alter interessierte er sich vor allem für Amphibien und Reptilien.